# Női 400 méteres gátfutás a 2024. évi nyári olimpiai játékokon
A 2024. évi nyári olimpiai játékokon az atlétika női 400 méteres gátfutás versenyszámának futamait augusztus 4. és augusztus 8. között rendezték a párizsi Stade de France-ban. Az aranyérmet a címvédő, világcsúcstartó amerikai Sydney McLaughlin-Levrone nyerte 50,37-es új világrekorddal. Az ezüstérmet honfitársa, Anna Cockrell szerezte meg, bronzérmes az aktuális világbajnok holland Femke Bol lett.
Ez a versenyszám 11. alkalommal szerepelt az olimpiai programban.

## Rekordok
A versenyt megelőzően a következő rekordok voltak érvényben:
| Világrekord                  | Sydney McLaughlin-Levrone (USA) | 50,65 | Eugene, Amerikai Egyesült Államok | 2024. június 30.   |
| Olimpiai rekord              | Sydney McLaughlin (USA)         | 51,46 | Tokió, Japán                      | 2021. augusztus 4. |
| Világ legjobb idei eredménye | Sydney McLaughlin-Levrone (USA) | 50,65 | Eugene, Amerikai Egyesült Államok | 2024. június 30.   |

A versenyen a döntőben új világrekord született.
| Világrekord     | Sydney McLaughlin-Levrone (USA) | 50,37 | Párizs, Franciaország | 2024. augusztus 8. |
| Olimpiai rekord | Sydney McLaughlin-Levrone (USA) | 50,37 | Párizs, Franciaország | 2024. augusztus 8. |

## Eredmények
Az időeredmények másodpercben értendők. A rövidítések jelentése a következő:
| - WR: világrekord - OR: olimpiai rekord - NR: országos rekord - PB: egyéni legjobb eredménye | - SB: 2024-ben az addigi legjobb eredménye - DNS: nem indult a futamon - DNF: nem ért célba |

### Előfutamok
Minden előfutam első három helyezettje automatikusan az elődöntőbe jutott. Az összesített eredmények alapján további három versenyző jutott az elődöntőbe. A többiek a vigaszágon folytathatták a versenyzést.
1. előfutam
| H  | Pálya | Név                    | Nemzet      | E     | Mj  |
| -- | ----- | ---------------------- | ----------- | ----- | --- |
| 1. | 7     | Rushell Clayton        | Jamaica     | 54,32 | Q   |
| 2. | 3     | Fatoumata Binta Diallo | Portugália  | 54,75 | Q   |
| 3. | 5     | Amalie Iuel            | Norvégia    | 54,82 | Q   |
| 4. | 8     | Cathelijn Peeters      | Hollandia   | 54,84 | q   |
| 5. | 9     | Naomi Van den Broeck   | Belgium     | 55,81 |     |
| 6. | 6     | Rebecca Sartori        | Olaszország | 55,81 |     |
| 7. | 4     | Chayenne da Silva      | Brazília    | 56,52 |     |
|    | 2     | Kemi Adekoya           | Bahrein     | 100   | DNS |

2. előfutam
| H  | Pálya | Név                 | Nemzet                  | E     | Mj    |
| -- | ----- | ------------------- | ----------------------- | ----- | ----- |
| 1. | 5     | Jasmine Jones       | Egyesült Államok        | 53,60 | Q     |
| 2. | 9     | Rogail Joseph       | Dél-afrikai Köztársaság | 54,46 | Q, PB |
| 3. | 3     | Savannah Sutherland | Kanada                  | 54,80 | Q     |
| 4. | 2     | Paulien Couckuyt    | Belgium                 | 54,90 | q, SB |
| 5. | 8     | Gianna Woodruff     | Panama                  | 54,94 | SB    |
| 6. | 7     | Ayomide Folorunso   | Olaszország             | 55,03 |       |
| 7. | 6     | Shana Grebo         | Franciaország           | 56,70 |       |
| 8. | 4     | Carolina Krafzik    | Németország             | 58,49 |       |

| H  | Pálya | Név                     | Nemzet                  | E     | Mj |
| -- | ----- | ----------------------- | ----------------------- | ----- | -- |
| 1. | 4     | Femke Bol               | Hollandia               | 53,38 | Q  |
| 2. | 8     | Shiann Salmon           | Jamaica                 | 53,95 | Q  |
| 3. | 3     | Zenéy Geldenhuys        | Dél-afrikai Köztársaság | 54,73 | Q  |
| 4. | 6     | Anna Rizsikova          | Ukrajna                 | 55,13 |    |
| 5. | 5     | Jessie Knight           | Nagy-Britannia          | 55,39 |    |
| 6. | 2     | Mo Csia-tie (Mo Jiadie) | Kína                    | 55,43 |    |
| 7. | 9     | Alanah Yukich           | Ausztrália              | 55,46 |    |
| 8. | 7     | Linda Angounou          | Kamerun                 | 55,69 | NR |

4. előfutam
| H  | Pálya | Név              | Nemzet           | E     | Mj    |
| -- | ----- | ---------------- | ---------------- | ----- | ----- |
| 1. | 8     | Anna Cockrell    | Egyesült Államok | 53,91 | Q     |
| 2. | 7     | Lina Nielsen     | Nagy-Britannia   | 54,65 | Q     |
| 3. | 4     | Janieve Russell  | Jamaica          | 54,67 | Q     |
| 4. | 9     | Hanne Claes      | Belgium          | 54,80 | q, SB |
| 5. | 5     | Nikoleta Jíchová | Csehország       | 55,45 |       |
| 6. | 3     | Grace Claxton    | Puerto Rico      | 56,29 |       |
| 7. | 2     | Viivi Lehikoinen | Finnország       | 56,67 |       |
| 8. | 6     | Lauren Hoffman   | Fülöp-szigetek   | 57,84 |       |

5. előfutam
| H  | Pálya | Név                       | Nemzet           | E     | Mj |
| -- | ----- | ------------------------- | ---------------- | ----- | -- |
| 1. | 3     | Sydney McLaughlin-Levrone | Egyesült Államok | 53,60 | Q  |
| 2. | 4     | Noura Ennadi              | Marokkó          | 55,26 | Q  |
| 3. | 5     | Louise Maraval            | Franciaország    | 55,32 | Q  |
| 4. | 6     | Yasmin Giger              | Svájc            | 55,44 |    |
| 5. | 2     | Alice Muraro              | Olaszország      | 55,62 |    |
| 6. | 7     | Sarah Carli               | Ausztrália       | 55,92 |    |
| 7. | 8     | Line Kloster              | Norvégia         | 57,69 |    |
| 8. | 9     | Viktorija Tkacsuk         | Ukrajna          | 58,10 | SB |

### Vigaszág
1. futam
| H  | Pálya | Név                  | Nemzet      | E            | Mj    |
| -- | ----- | -------------------- | ----------- | ------------ | ----- |
| 1. | 4     | Ayomide Folorunso    | Olaszország | 55,07        | Q     |
| 2. | 7     | Naomi Van den Broeck | Belgium     | 55,11 (,107) | Q     |
| 2. | 3.    | Alanah Yukich        | Ausztrália  | 55,11 (,107) | Q, PB |
| 4. | 6     | Grace Claxton        | Puerto Rico | 55,94        |       |
| 5. | 5     | Line Kloster         | Norvégia    | 56,73        |       |
| 6. | 2     | Viivi Lehikoinen     | Finnország  | 58,04        |       |
| 7. | 8     | Viktorija Tkacsuk    | Ukrajna     | 59,40        |       |

1. ↑  Mivel Van den Broeck és Yukich is ezredmásodperc pontosan egyforma időt futott, mindkettejük bejutott az elődöntőbe.

2. futam
| H  | Pálya | Név                     | Nemzet         | E            | Mj    |
| -- | ----- | ----------------------- | -------------- | ------------ | ----- |
| 1. | 5     | Mo Csia-tie (Mo Jiadie) | Kína           | 54,75        | Q, PB |
| 2. | 3     | Jessie Knight           | Nagy-Britannia | 55,10 (,093) | Q     |
| 3. | 2     | Gianna Woodruff         | Panama         | 55,10 (,098) |       |
| 4. | 6     | Nikoleta Jíchová        | Csehország     | 55,31        |       |
| 5. | 7     | Rebecca Sartori         | Olaszország    | 55,44        |       |
| 6. | 4     | Carolina Krafzik        | Németország    | 56,02        |       |
| 7. | 8     | Chayenne da Silva       | Brazília       | 56,56        |       |

3. futam
| H  | Pálya | Név            | Nemzet         | E     | Mj     |
| -- | ----- | -------------- | -------------- | ----- | ------ |
| 1. | 7     | Shana Grebo    | Franciaország  | 54,91 | Q      |
| 2. | 8     | Anna Rizsikova | Ukrajna        | 54,95 | Q, =SB |
| 3. | 2     | Linda Angounou | Kamerun        | 55,09 | NR     |
| 4. | 4     | Sarah Carli    | Ausztrália     | 55,12 |        |
| 5. | 3     | Yasmin Giger   | Svájc          | 55,18 |        |
| 6. | 6     | Alice Muraro   | Olaszország    | 55,48 |        |
| 7. | 5     | Lauren Hoffman | Fülöp-szigetek | 58,28 |        |

### Elődöntő
1. elődöntő
| H  | Pálya | Név                  | Nemzet                  | E       | Mj |
| -- | ----- | -------------------- | ----------------------- | ------- | -- |
| 1. | 5     | Rushell Clayton      | Jamaica                 | 53,00   | Q  |
| 2. | 7     | Jasmine Jones        | Egyesült Államok        | 53,83   | Q  |
| 3. | 8     | Zenéy Geldenhuys     | Dél-afrikai Köztársaság | 53,90   | PB |
| 4. | 3     | Shana Grebo          | Franciaország           | 54,84   |    |
| 5. | 4     | Amalie Iuel          | Norvégia                | 54,88   |    |
| 6. | 2     | Naomi Van den Broeck | Belgium                 | 54,94   |    |
| 7. | 9     | Cathelijn Peeters    | Hollandia               | 55,20   |    |
| 8. | 6     | Lina Nielsen         | Nagy-Britannia          | 1:31,22 |    |

2. elődöntő
| H  | Pálya | Név                       | Nemzet                  | E     | Mj |
| -- | ----- | ------------------------- | ----------------------- | ----- | -- |
| 1. | 7     | Sydney McLaughlin-Levrone | Egyesült Államok        | 52,13 | Q  |
| 2. | 4     | Louise Maraval            | Franciaország           | 53,83 | Q  |
| 3. | 5     | Rogail Joseph             | Dél-afrikai Köztársaság | 54,12 | PB |
| 4. | 6     | Janieve Russell           | Jamaica                 | 54,65 |    |
| 5. | 3     | Ayomide Folorunso         | Olaszország             | 54,92 |    |
| 6. | 8     | Fatoumata Binta Diallo    | Portugália              | 54,93 |    |
| 7. | 2     | Anna Rizsikova            | Ukrajna                 | 55,65 |    |
| 8. | 9     | Hanne Claes               | Belgium                 | 55,96 |    |

3. elődöntő
| H  | Pálya | Név                     | Nemzet           | E     | Mj    |
| -- | ----- | ----------------------- | ---------------- | ----- | ----- |
| 1. | 6     | Femke Bol               | Hollandia        | 52,57 | Q     |
| 2. | 7     | Anna Cockrell           | Egyesült Államok | 52,90 | Q     |
| 3. | 5     | Shiann Salmon           | Jamaica          | 53,13 | q, PB |
| 4. | 4     | Savannah Sutherland     | Kanada           | 53,80 | q     |
| 5. | 9     | Paulien Couckuyt        | Belgium          | 54,64 | SB    |
| 6. | 3     | Jessie Knight           | Nagy-Britannia   | 54,90 |       |
| 7. | 1     | Alanah Yukich           | Ausztrália       | 55,49 |       |
| 8. | 8     | Noura Ennadi            | Marokkó          | 55,50 |       |
| 9. | 2     | Mo Csia-tie (Mo Jiadie) | Kína             | 55,63 |       |

### Döntő
| H     | Pálya | Név                       | Nemzet           | E     | Mj |
| ----- | ----- | ------------------------- | ---------------- | ----- | -- |
| Arany | 5     | Sydney McLaughlin-Levrone | Egyesült Államok | 50,37 | WR |
| Ezüst | 7     | Anna Cockrell             | Egyesült Államok | 51,87 | PB |
| Bronz | 6     | Femke Bol                 | Hollandia        | 52,15 |    |
| 4.    | 9     | Jasmine Jones             | Egyesült Államok | 52,29 | PB |
| 5.    | 8     | Rushell Clayton           | Jamaica          | 52,68 |    |
| 6.    | 2     | Shiann Salmon             | Jamaica          | 53,29 |    |
| 7.    | 3     | Savannah Sutherland       | Kanada           | 53,88 |    |
| 8.    | 4     | Louise Maraval            | Franciaország    | 54,53 |    |